# Friedrich von Schmauß

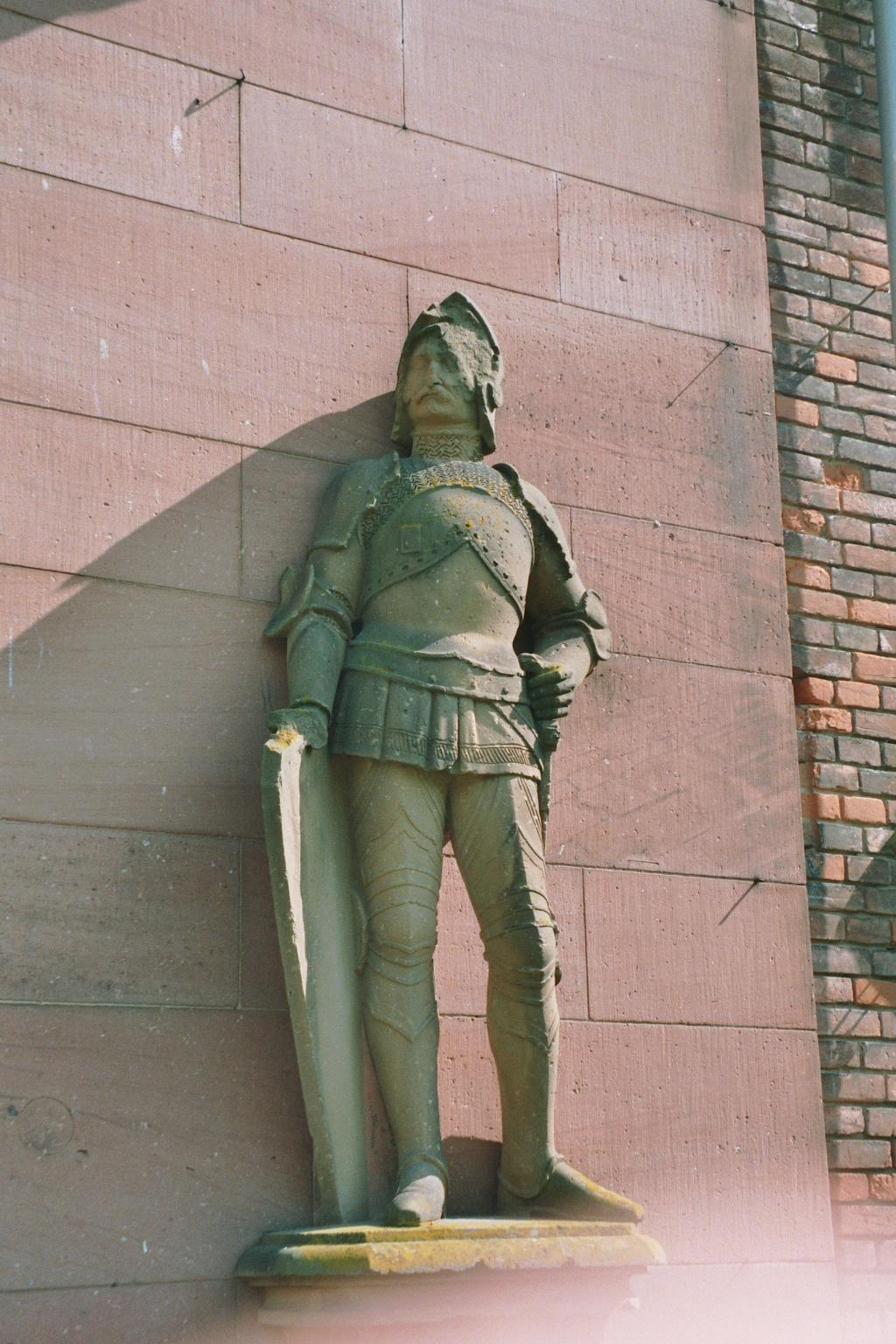
Statue am Ludwigstor der Festung Germersheim, die angeblich Friedrich von Schmauß darstellen soll

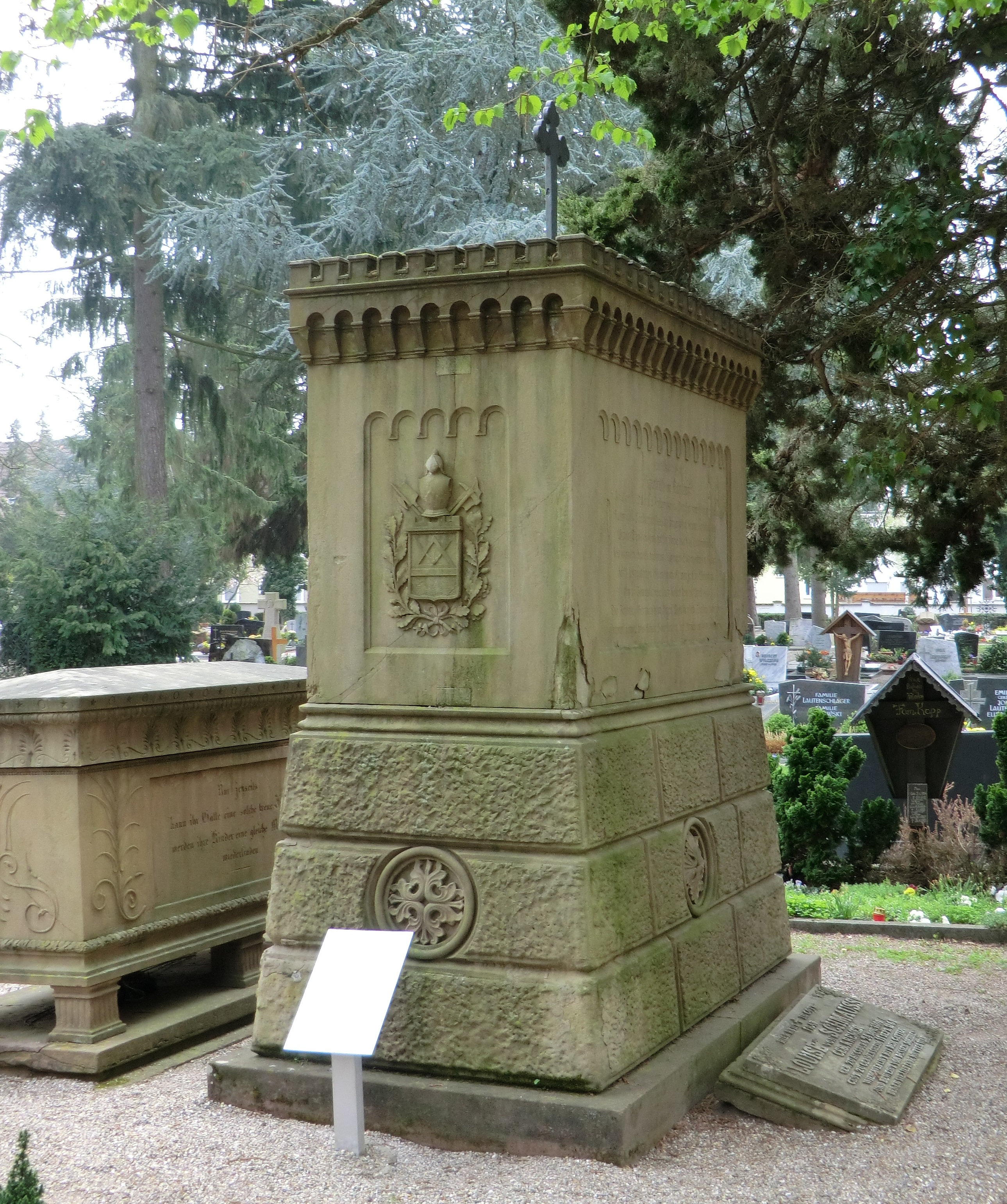
Grabmal des Friedrich von Schmauß auf dem Friedhof Germersheim (2012)

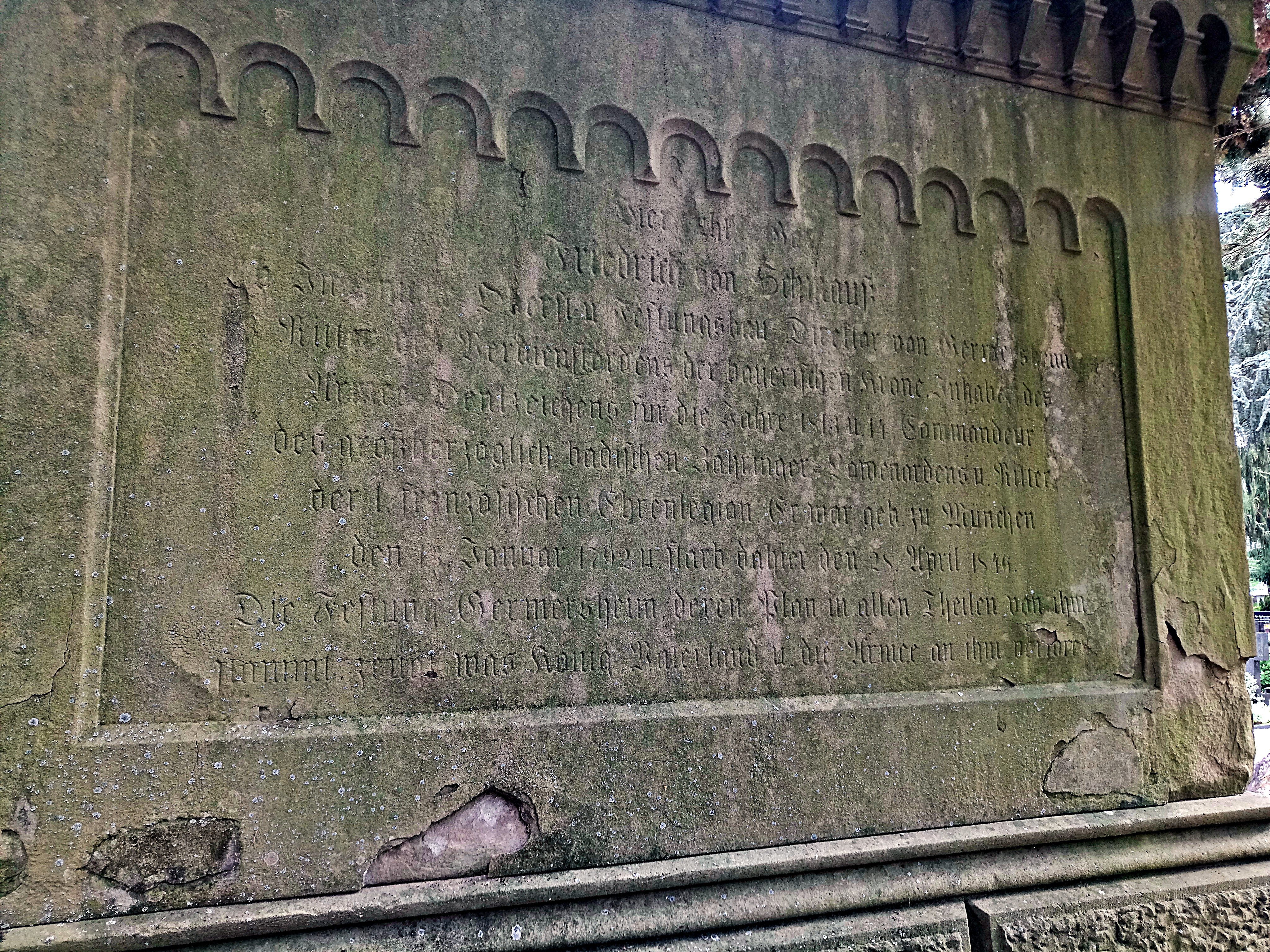
Grabinschrift

Friedrich Schmauß, seit 1838 Ritter von Schmauß (* 13. Januar 1792 in München; † 28. April 1846 in Germersheim) war ein bayerischer Oberst und Festungsbaumeister, der die Festung Germersheim erbaute.

## Leben

### Herkunft
Er war der Sohn des Sergeanten im 2. Kurfürstlich Bayerischen Grenadierregiment „Kurprinz“ Mathias Schmauß.

### Militärkarriere
Schmauß erhielt einen Platz in der Militärakademie und wurde bereits 1807 zum Unterleutnant befördert. Seinen erstmaligen Kriegseinsatz erhielt er in Frankreichs Feldzug gegen Österreich 1807 (Bayern stand auf Seite der Franzosen), um zwei Jahre später auch u. a. in der Schlacht bei Eggmühl zu kämpfen und Schwatz vor der Zerstörung durch marodierende bayerische Soldaten zu retten. 1812/15 kämpfte er im Russlandfeldzug, wo er zum Ritter der französischen Ehrenlegion und zum Oberleutnant ernannt wurde.
Nach dem Krieg kehrte Schmauß nach Bayern zurück und wurde 1816 zur Genie-Direktion des Rheinkreises nach Landau in der Pfalz versetzt. In den darauffolgenden Jahren wechselte er relativ häufig den Standort. 1827 hatte er erstmals mit dem Festungsbau zu tun, indem er zur Festungsbaudirektion Ingolstadt kam. Im gleichen Jahr wurde er zum Major befördert.
1832 gab ihm König Ludwig I. den Auftrag einen Befestigungsplan für Germersheim auszuarbeiten. Da der Bau der Festung unter seiner Führung sehr rasche Fortschritte machte, sprach ihm der König mehrmals Allerhöchste Zufriedenheit aus. 1838 erhielt er den Verdienstorden der Bayerischen Krone und wurde damit zugleich als Ritter von Schmauß in den persönlichen bayerischen Adelsstand erhoben. Noch im gleichen Jahr ereilte ihn die Beförderung zum Oberstleutnant. 1841 wurde er zum Oberst ernannt. Im darauffolgenden Jahr wurde eine der wichtigsten Fronten der Festung nach ihm benannt. Schmauß war auch Kommandeur des Ordens vom Zähringer Löwen.

1843 erkrankte Schmauß schwer. Obwohl er bis 1845 wieder teilweise genesen konnte, traf ihn die Krankheit im darauffolgenden Jahr wieder, bis er infolgedessen am 28. April 1846 entschlief. Er wurde auf dem Friedhof in Germersheim beigesetzt. Sein Grab ist bis heute erhalten geblieben. Auf dem Grabstein steht die Würdigung: 

„Die Festung Germersheim, deren Plan in allen Teilen von ihm stammt, zeugt was König, Vaterland und die Armee an ihm verloren.“

### Familie
Schmauß heiratete in erster Ehe am 21. Oktober 1828 in Würzburg Anna Barbara Franziska Kirchgessner († 5. August 1839 in Germersheim), die Tochter des königlichen Regierungsrates Franz Gottfried Kirchgessner. Aus dieser Ehe entstammten die beiden Söhne Gottfried (1829–1877), Amtsarzt und ab 1875 Ehrenbürger von Germersheim, sowie Joseph (1832–1897), der als Artillerieoffizier auch in Germersheim stationiert war. In zweiter Ehe heiratete er Maria Aloisia Kremer. Diese Ehe blieb kinderlos. Sein Enkel war der bayerische Generalleutnant Joseph von Schmauß (1863–1932).